# Miasszonyunk-templom (Zakopane)
A zakopanei Miasszonyunk-templom, hivatalos nevén Częstochowai Miasszonyunk és Szent Kelemen-templom (Kościół Matki Bożej Częstochowskiej w Zakopanem) a város legrégebbi ilyen jellegű épülete, amelyet a 19. században emeltek.

## Története

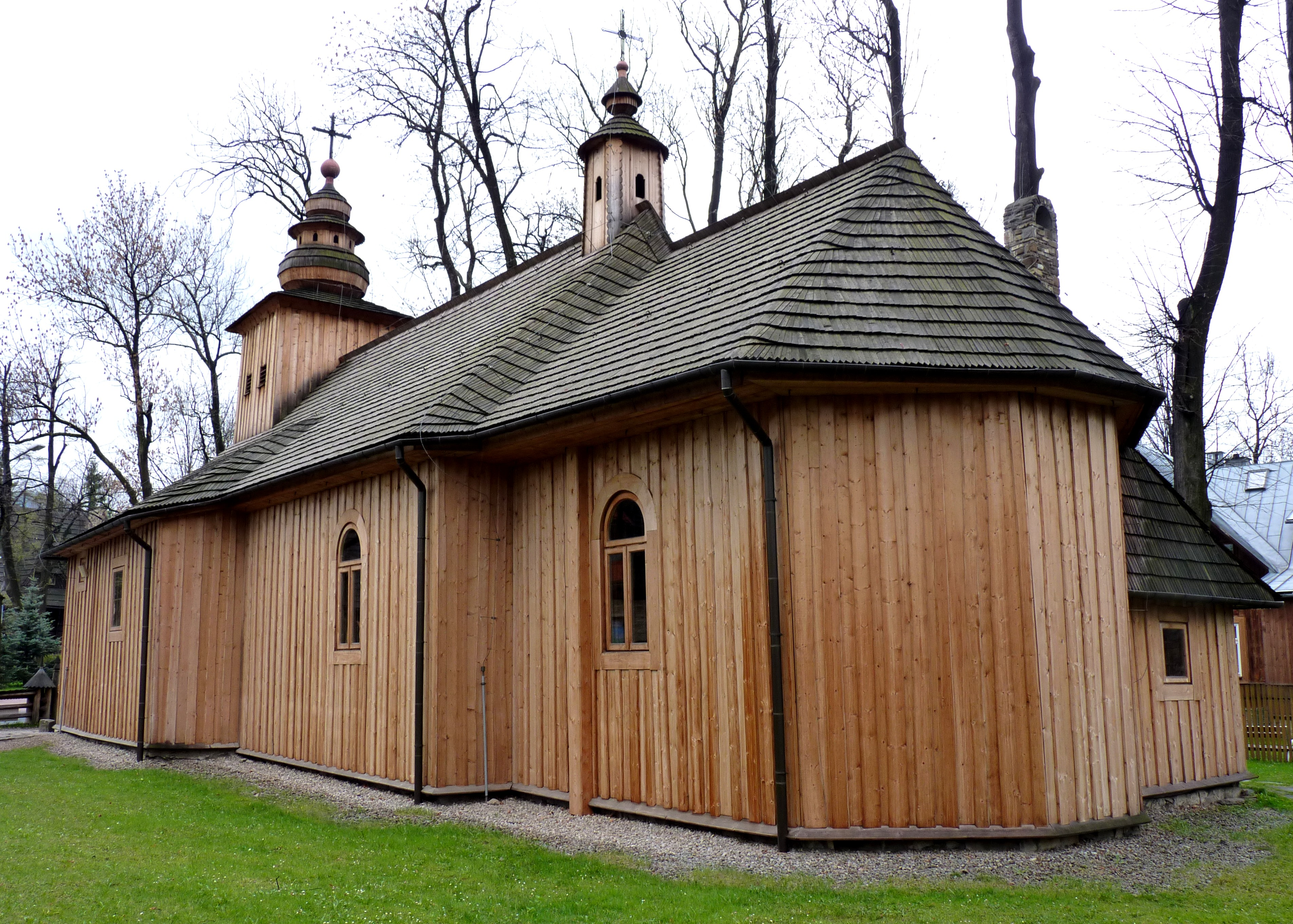
A templom hátsó része

A templomot a 19. század közepén építették a település első, 1800-ban, Paweł Gąsienica révén alapított kápolnája szomszédságában. A fatemplom a Kościeliska utcában kapott helyet, köszönhetően az ingatlantulajdonos, Klementyna Homolacsowának. A templomot először ohridi Szent Kelemennek ajánlották, így hálálva meg az adományt. Az épület északi része 1847-ben készült el, építője egy helyi ács, Sebastian Gąsienica-Sobczak volt. Az első misét 1848 vízkeresztjén tartották.
1850-1851-ben az építményt kibővítették, ekkor nyerte el ma formáját. A déli rész mellé emeltek egy harangtornyot, de az elpusztult az idők során. Építettek egy óvodát és egy plébániát is a templom mellé, ezen a területen ma a Cantalicei Szent Félixről nevezett nővérek zárdája működik. Az utca túlsó oldalán építettek egy házat a templom orgonistájának.
Az egyhajós templom a környéken kivágott vörösfenyőkből épült. Belső területe relatíve kicsi: a főoltárt és a két oldalsó oltárt a 19. század második felében Wojciech Kulach-Wawrzyńcok gliczarówi szobrász készítette. Az 1930-as években a főoltáron elhelyezték a częstochowai Miasszonyunk-festmény másolatát, és a templomot ekkor átnevezték. A kép Szent Kelemen portréjának a helyére került, amelyet a templom baloldali falára tettek át. A helyiséget helyi népművészek szenteket ábrázoló képei és szobrai díszítik. Ezek közül a legkiemelkedőbbnek egy ismeretlen művész alkotását tartják, amely azt ábrázolja, amikor Szent Pál leesik a lováról Damaszkusz felé tartva.